# Jian
Das Jiàn (chinesisch 劍 / 剑, Pinyin jiàn, Jyutping gim3, Pe̍h-ōe-jī kiàm – „Schwert“) ist das gerade, zweischneidige chinesische Schwert.

## Beschreibung
Das Jian ist in zahlreichen Wushu-Stilen gebräuchlich. Besonders bekannt ist die Schwerttechnik des Taijiquan.
Das Jian gilt unter den vier klassischen Waffen neben Säbel (Dāo), Stock (Gùn) und Speer (Qiāng) als die „edelste“ Waffe. Es ist die Waffe des Helden in zahlreichen Wuxia-Büchern und Eastern, während der Säbel die klassische Waffe Chinas ist, welche von Polizei und Militär als Standardausrüstung verwendet wurde.
Der bisweilen verwendete Begriff Danjian (單劍 / 单剑,  dānjiàn – „einfaches Schwert bzw. Einzelschwert“) bezeichnet im Chinesischen die Anwendung eines einzelnen Schwertes im Gegensatz zum paarweisen Gebrauch von Schwertern, das sog. Shuangjian (雙劍 / 双剑,  shuāngjiàn – „doppeltes Schwert bzw. Doppelschwert“).
Die ersten Typen des Jiàn sollen aus der Zeit des mythischen Kaisers Huangdi (2967–2597 v. Chr.) stammen und meist aus Kupfer hergestellt worden sein.
Historische Jian haben eine Länge zwischen 45 und 80 cm, moderne Jian variieren typischerweise zwischen 70 und 90 cm. Seltener gab es auch zweihändige Jian, auch Shuangshoujian (雙手劍 / 双手剑,  shuāngshǒujiàn – „zweihändiges Schwert bzw. Zweihänderschwert“) genannt, mit bis zu 1,60 m Länge, die heute jedoch weniger Verwendung finden.
Während der nicht geschliffene Teil der Klinge in der Nähe des Hefts (Fehlschärfe), der zum Parieren benutzt werden könnte, beim Schwert westlichen Typs nur wenige Zentimeter lang ist, macht er beim Jian normalerweise bis zu zwei Dritteln der Klingenlänge aus. Der Rest der Klinge hingegen ist möglichst scharf geschliffen. Da keine der wichtigen chinesischen Schwerttechniken den direkten Block Klinge auf Klinge kennt, welcher die Waffen in einem einzigen Kampf schwer beschädigen würde und technisch völlig gegen die Prinzipien der chinesischen Schwertkunst wäre, ist der Grund für die häufig auf den vorderen Teil beschränkten Schliffe woanders zu suchen. Die Details der Schwertformen machen deutlich, dass die Verletzungsgefahr bei über die ganze Länge der geschliffenen Klinge sehr hoch ist und die am Gegner wirksamen Teile der Klinge ja auch nur im vorderen Stück, nach Erreichen von Meisterschaft nur noch an der Spitze, liegen.
Bei Jian der Ming-Dynastie sind manchmal auch ein oder zwei Hohlkehlen anzutreffen, die der Gewichtsersparnis dienten. In der Qing-Dynastie hat sich die glatte Diamantform durchgesetzt, dabei bildet die Klinge ein vom Griff zur Spitze dünner und etwas schlanker werdendes Prisma, mit einer Stärke von ca. 6 mm am Griffende bis knapp unter 2 mm etwa 25 mm vor der Spitze.
Die Flexibilität der Klinge kann sehr stark variieren. Antike Schwerter und die tatsächlich im Kampf verwendeten Schwerter dürften in der Regel steif gewesen sein, Übungsschwerter hingegen können sehr dünn und biegsam sein, da damit das Gewicht reduziert wird.
Verzierungen und Inschriften auf Klinge, Griff und Scheide haben verschiedenste Bedeutungen und Ursprünge. Es gibt religiöse wie philosophische und spirituelle Hintergründe oder einfach Schmuckzwecke und persönliche Widmungen.
Die Parierstange hat beim Jian im Vergleich zu westlichen Schwertern keine wesentliche Bedeutung und wird meistens eher als Schmuckstücke ausgeführt. Allerdings erlauben manche Grifftechniken ein besseres Manipulieren der Klingenspitze über die Parierstange. Das Heft besteht in der Regel aus Holz und ist bisweilen mit Leder umwickelt.
Je nach Schwertkunststil ist am Knauf des Jian manchmal eine Quaste befestigt. Ursprünglich hat sich der Quast vermutlich aus einer Schnur entwickelt, mit der das Schwert am Handgelenk befestigt war, um es im Kampf zurückholen zu können. Der Quast kann einerseits zur Verwirrung, im manchen Stilen aber auch für offensive Techniken eingesetzt werden. Heutzutage kann der Quast einerseits zur Feintarierung des Schwerpunktes dienen, andererseits kann er beim Üben ein hilfreiches Messinstrument für die Korrektheit und Flüssigkeit der Bewegungen sein.
Das Jian wird meistens in einer soliden Scheide transportiert. Deren Zweck ist es zum einen, die wertvolle Waffe zu schützen, zum anderen kann die Scheide auch als Ersatz für ein zweites Schwert oder einen Kurzstock dienen, um in anspruchsvolleren Situationen beidhändig kämpfen zu können. Daher begründen sich die zum Teil aufwändigeren Konstruktionen vor allem älterer Scheiden, Metalle dienen in Kombination mit Holz und Leder der Stabilisierung. Moderne Waffen werden oftmals in Metallscheiden geliefert, wodurch die Scheiden leicht und trotzdem solide gebaut werden können.
Historische Schwerter wogen zwischen 650 und 750 g und hatten einen Schwerpunkt ca. 15 cm vor dem Griff. Moderne Übungsschwerter wiegen zwischen 600 und 900 g, leichte Trainingswaffen liegen bei 250–300 g (Aluminium). Der Balancepunkt liegt meistens relativ nah am Heft. Je nach Stil spielt das Gewicht des Schwertes und die Lage des Balancepunktes eine mehr oder weniger wichtige Rolle. Meister der Schwertkunst hatten häufig individuell angepasste Schwerter. Als Faustregel für ein passendes Schwert gilt: Länge so, dass die Waffe auf dem Boden stehend bis zum Bauchnabel (Dantian) reicht oder so, dass sie, in Startposition hinter dem Arm gehalten, das Ohrläppchen gerade so berührt.

## Klinge
Die Klingen des Jian wurden mit verschiedenen Schmiedetechniken hergestellt:
- In eine Tasche aus weicherem Stahl wurde ein Kern aus sehr hartem Stahl eingelegt und miteinander im Feuer verschweißt, ähnlich der Schmiedeart japanischer Klingen.
- Eine dünne Klinge aus sehr hartem Klingenstahl wurde geschmiedet und auf diese eine Lage aus weicherem Stahl auf jede Klingenseite aufgebracht. Aus dieser Lage weicheren Stahls wurde dann auch die endgültige Klingenform mit der Mittelrippe und der Klingenflächen gebildet (Lagenstahl).
- Jeweils ein harter Stahl und ein weicherer Stahl wurden erhitzt, verdreht und miteinander im Feuer verschweißt (Damaszenerstahl).

Alle drei Klingenarten wurden differentiell gehärtet. Damit wurde erreicht, dass die Schneide sehr hart, schnitthaltig und scharf wurde, das Schwert im gesamten jedoch verhältnismäßig flexibel blieb. Hierdurch konnte ein leichtes Brechen der Klinge verhindert werden.

## Anwendung
Das Jian wurde als Waffe in den chinesischen Armeen benutzt, als Prunk- und Seitenwaffe von Offizieren (武劍 / 武剑,  wǔjiàn – „Schwert eines Militärangehörigen“), sowie als Selbstverteidigungswaffe wohlhabender Zivilpersonen (文劍 / 文剑,  wénjiàn – „Schwert eines Zivilisten“).
Das chinesische Jian wird vor allem schneidend und stechend eingesetzt. Angriffspunkte sind empfindliche Stellen des Körpers, wie z. B. die Sehnen der Handgelenke, der Knie und der Fußgelenke, oder der Hals. Daher spielt bei chinesischen Schwerttechniken mit dem Jian auch eher die Geschwindigkeit, Geschicklichkeit und Genauigkeit eine Rolle als die Körperkraft. Eine effektive Anwendung des Jian erfordert jahrelanges Training. Daher verwendeten die gewöhnlichen Soldaten auf dem Schlachtfeld auch eher den einfacher anzuwendenden Dao. Das Jian diente eher als Prestigewaffe oder als Waffe für gut trainierte Kämpfer.

## Bilder

Jian – aus verschiedenen Epochen Chinas
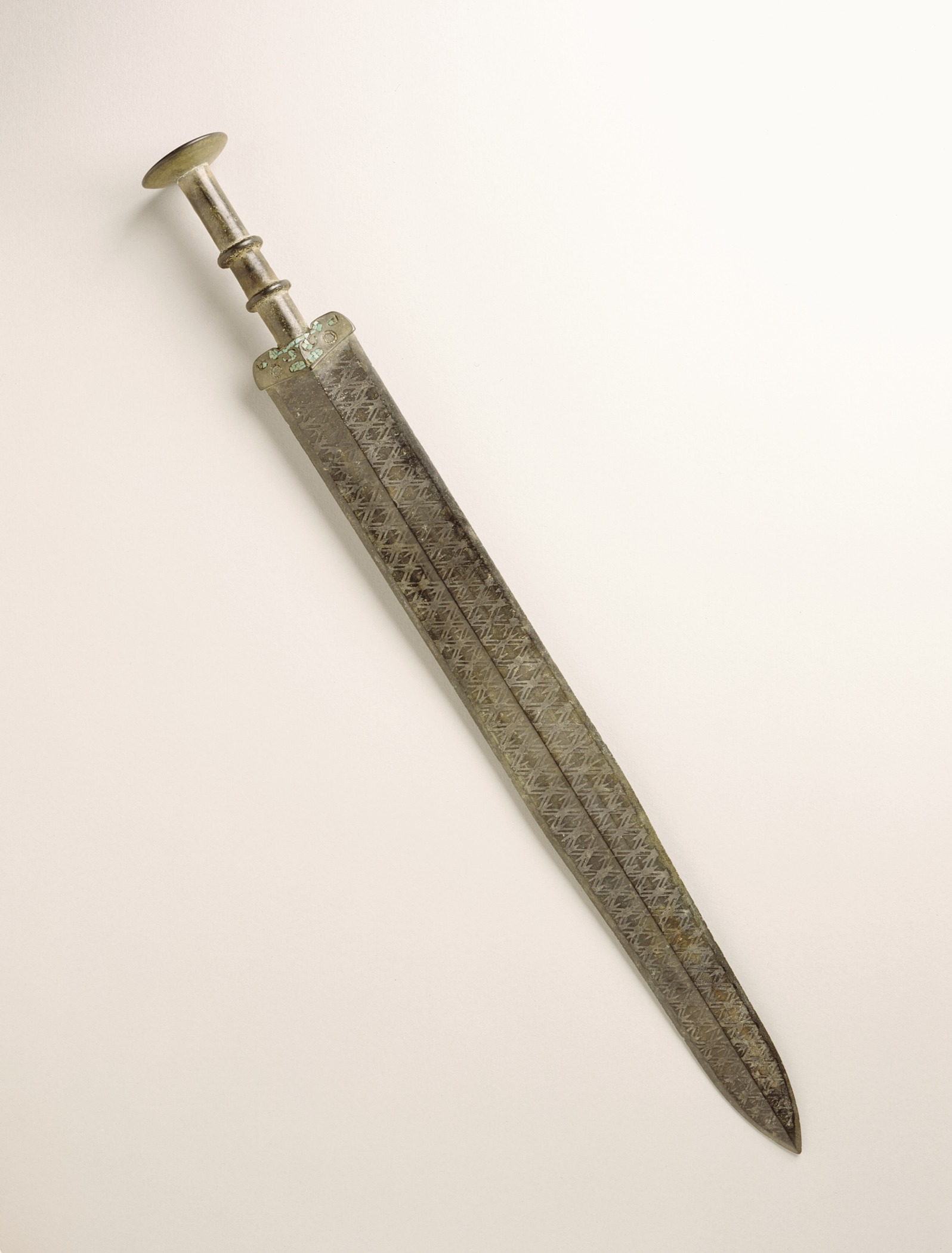
Schwert aus Bronze, Östliche Zhou-Dynastie ca. 481 bis 221 v. Chr.
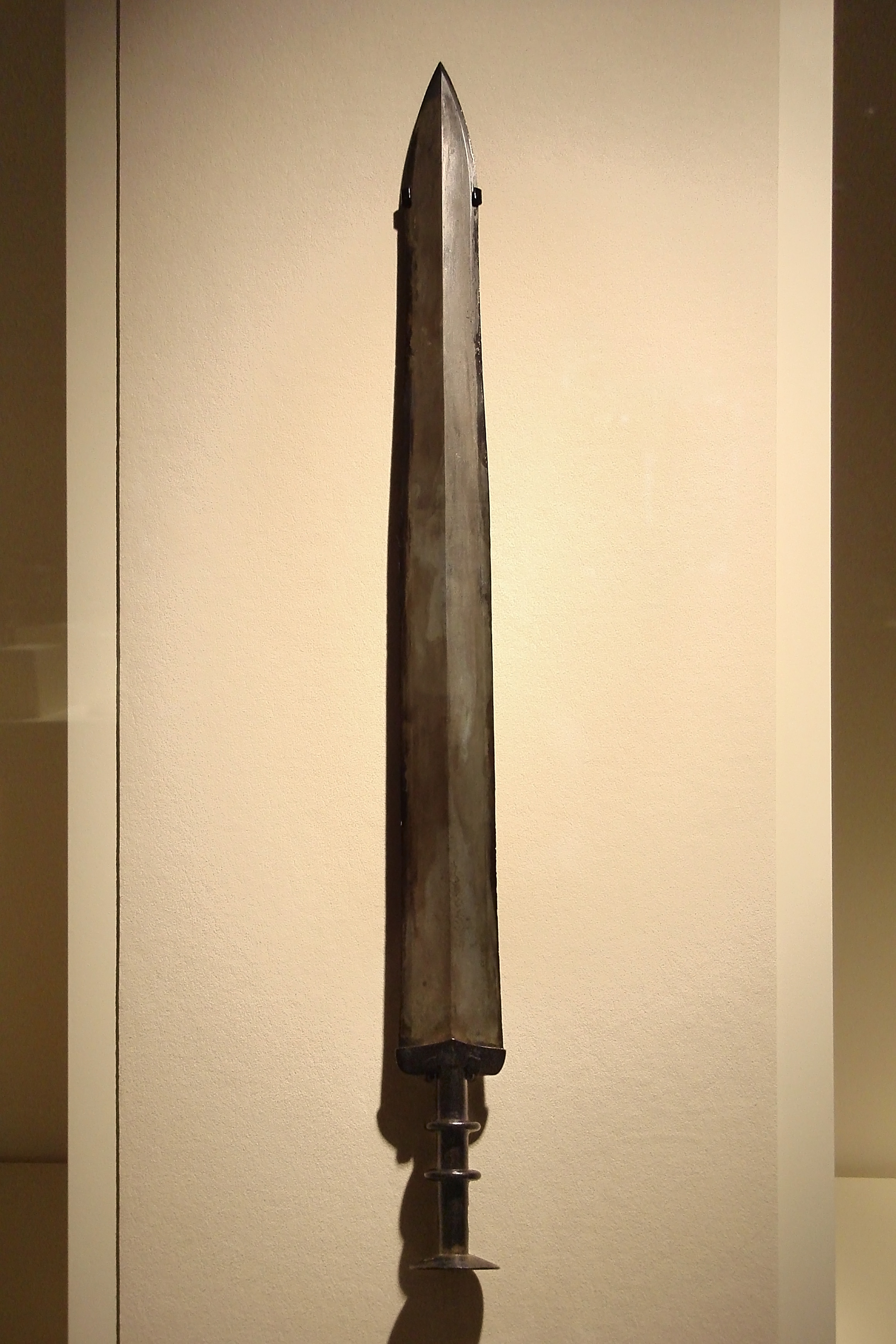
Schwert aus Bronze, Östliche Zhou-Dynastie ca. 475 bis 221 v. Chr.
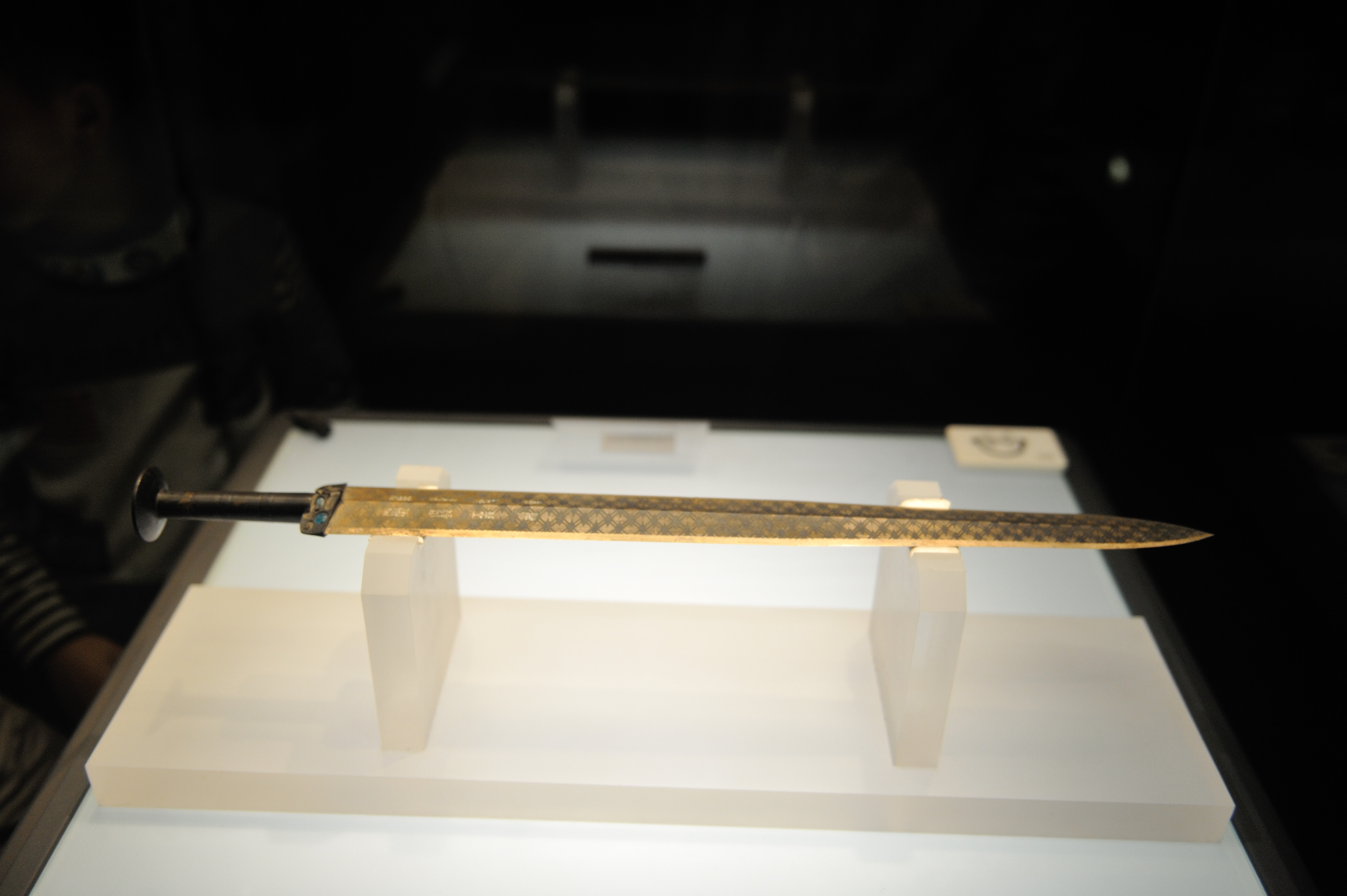
Das Schwert von Goujian, ca. 496 bis 465 v. Chr.
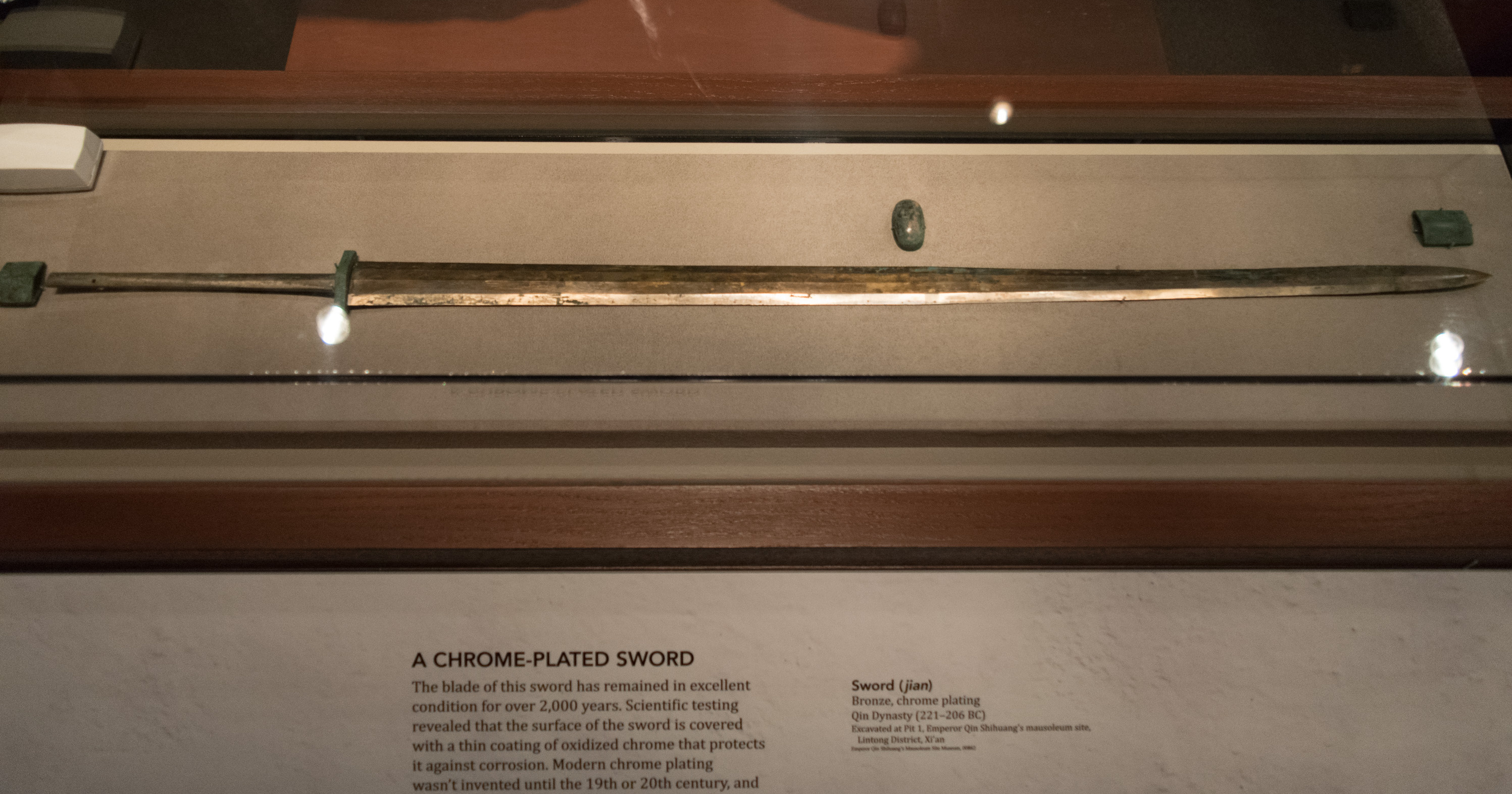
Bronzeschwert – Terrakotta-Armee, Qin-Dynastie ca. 221 bis 207 v. Chr.
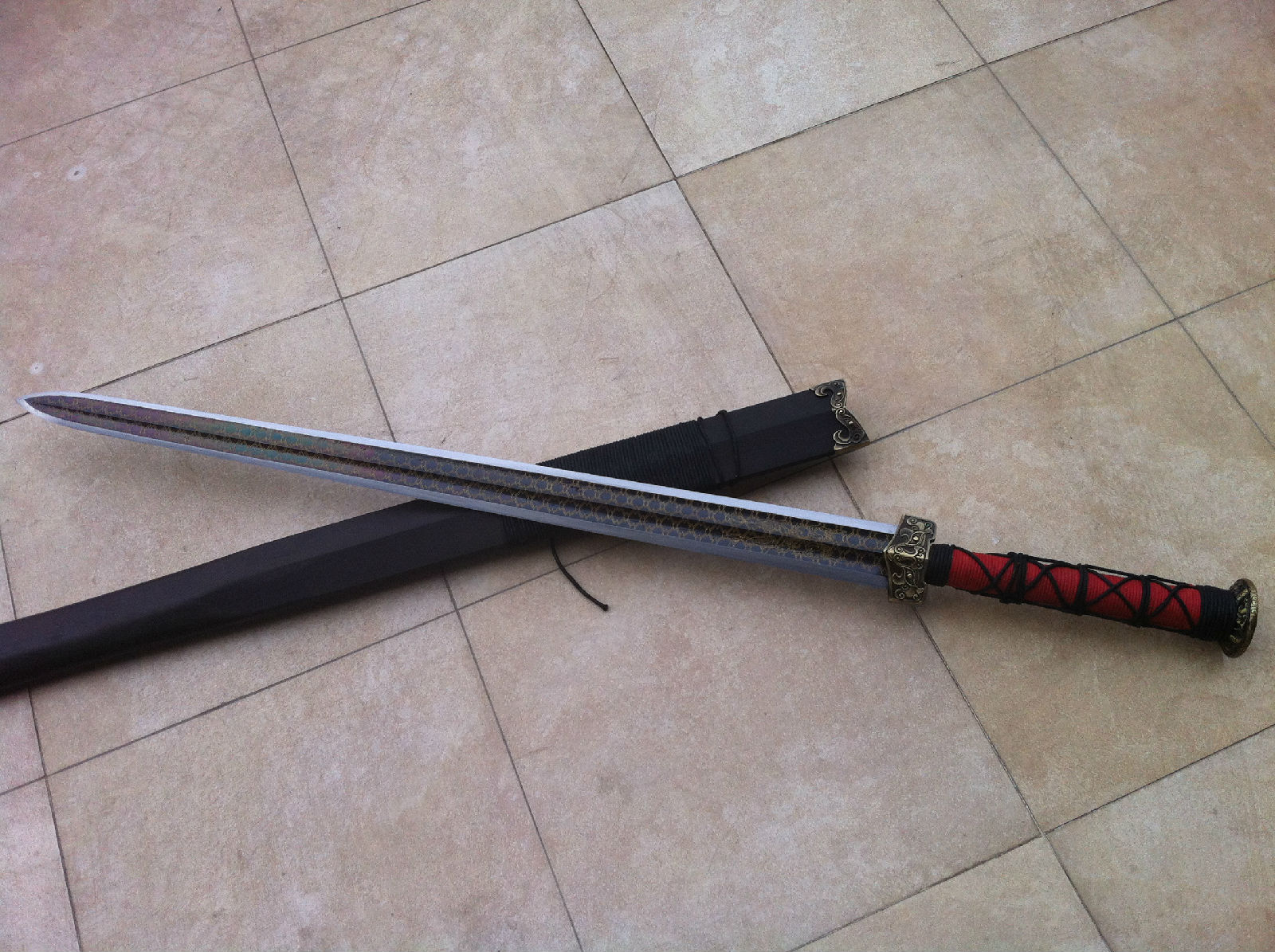
Schwert – „Nachbau“ – im Stil der Han-Zeit
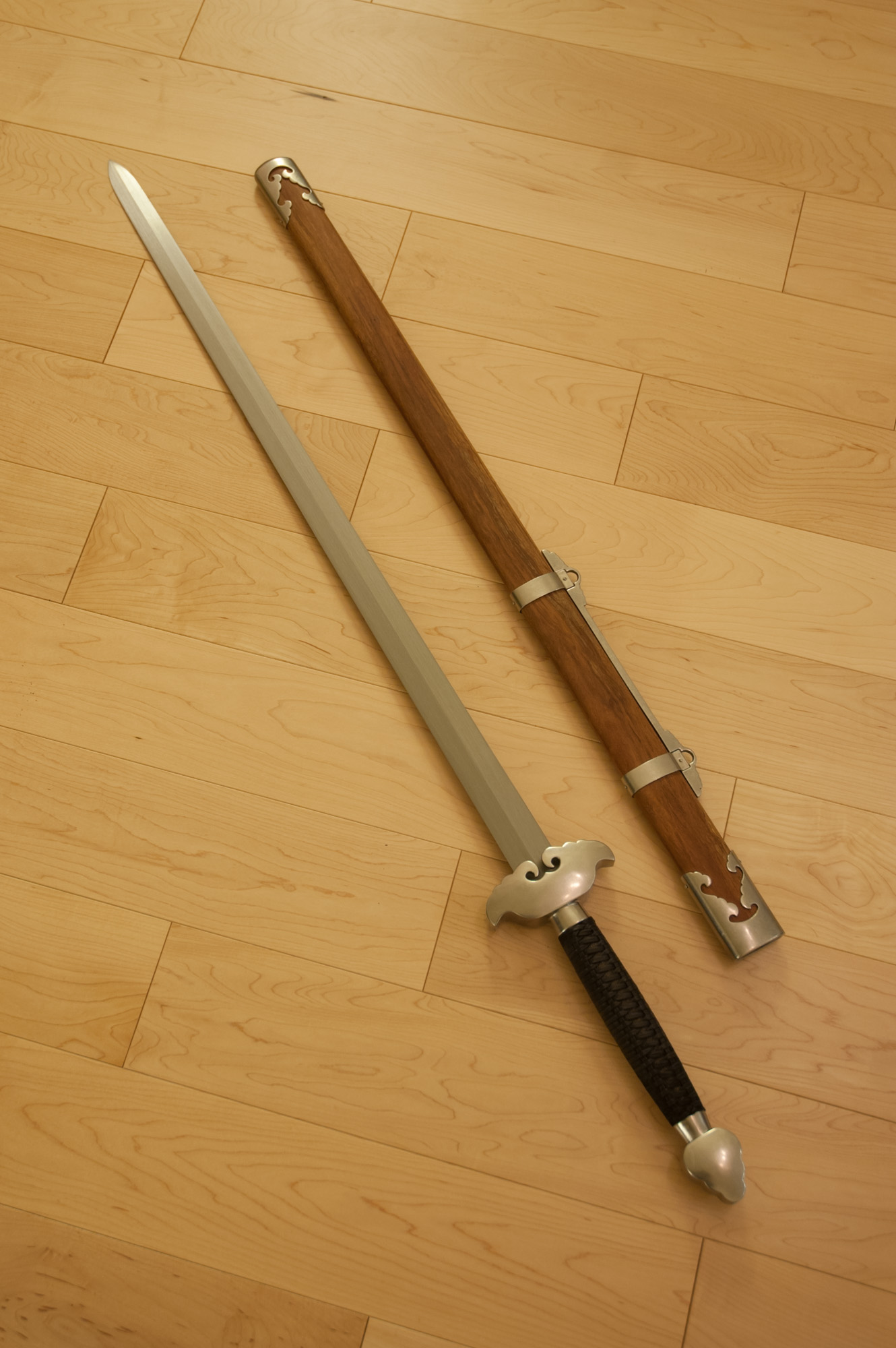
Jian – „Nachbau“